# Alexie Nacco
Alexie Nacco (n. 10 martie 1832, Bălănești, Nisporeni – d. ianuarie 1915, Odesa) a fost un scriitor român basarabean.

## Opera
- Istoria Basarabiei din timpurile cele mai vechi (4. volume), în limba rusă, 1884 (lucrare cu o concluzie tendențioasă, în care contestă latinitatea românilor)